# Turneul Mondial al Dramei Totale
Turneul Mondial al Dramei Totale (engleză Total Drama World  Tour) este cel de-al treilea sezon al seriei animate Dramă Totală difuzat de canalul Cartoon Network. Acest sezon aduce în prim plan cei 15 concurenți câștigători de la evenimentul Vânătoarea De Vedete pentru participarea la al treilea sezon plus alți 3 noi concurenți, care de această dată vor sta într-un Avion călătorind în toată lumea.
Serialul a fost difuzat în România începând din 9 septembrie 2010 pe canalul Cartoon Network.

## Despre serial
Turneul Mondial al Dramei Totale aduce în acest sezon în prim plan pe cei 15 concurenți din prima generație, incluzând doi membrii noi: Sierra și Alejandro, iar pe parcurs, Blaineley, fiind 18 la număr în total pentru a avea din nou șansa de a câștiga un premiu în valoare de 1.000.000$. Pentru a intra în posesia premiului concurenții vor trece prin probe și reguli care vor deveni o rutină pentru ei. Gazda și prezentatorul sezonului este Chris McLean și co-prezentatorul și bucătarul său Bucătarul Satâr.
După începerea concursului cei 17 de concurenți vor participa la o probă care va forma echipele, 3 la număr de data aceasta, în funcție de trecerea liniei de sosire. În fiecare episod cele trei echipe formate vor trece prin diverse probe în jurul lumii, în urma cărora doar o echipă va câștiga invincibilitate. Echipa pierzătoare, pe locul al treilea, va folosi Baia Confesională pentru confesiune și pentru a vota vor folosi Pașapoartele pe care vor pune o ștampilă. După finalizarea probei, echipa se va prezenta la Ceremonia Cu Mâncare De Avion, unde toți, cu excepția unui vor primi simbol al imunității, în acest caz o Pungă de Alune, iar eliminatul va lua Parașuta, suportând Căderea Rușinii părăsind competiția. Și în acest sezon, eliminații se vor prezenta pe platourile emisiunii prezentate de Geoff, Bridgette și Blaineley Urmările Dramei Totale.

## Echipe
Sunt trei echipe în Turneul Mondial al Dramei Totale, acestea fiind Amazon, Chris E Foarte Foarte Foarte Foarte Tare și Victorie, două cu un număr de 5 membrii, iar una din ele cu 6 apoi. Aici sunt membrii originali ai echipelor:
- Amazon: Cody, Courtney, Gwen, Heather și Izzy.
- Chris E Foarte Foarte Foarte Foarte Tare: Alejandro, Noah, Owen, Sierra și Tyler.
- Victorie: Bridgette, DJ, Ezekiel, Harold, LeShawna și Lindsay.
- Fără Echipă: Blaineley și Duncan.

Izzy și Sierra au făcut schimb de echipe în timpul celui de-al doilea episod.
Duncan a reintrat în concurs în echipa Chris E Foarte Tare la finalul episodului 13.

## Episoade
| Premiera în România | N/o | Titlul românesc                          | Titlul original                            |
| ------------------- | --- | ---------------------------------------- | ------------------------------------------ |
|                     |     |                                          |                                            |
| SEZONUL 3           |     |                                          |                                            |
|                     |     |                                          |                                            |
| 09.09.2010          | 01  | Ca un Egiptean,                          | Walk Like an Egyptian,                     |
| 16.09.2010          | 02  | Ca un Egiptean,                          | Walk Like an Egyptian,                     |
|                     |     |                                          |                                            |
| 23.09.2010          | 03  | Distracție la maxim în Japonia           | Super Crazy Happy Fun Time in Japan        |
|                     |     |                                          |                                            |
| 30.09.2010          | 04  | Bun venit în Yukon                       | Anything Yukon Do, I Can Do Better         |
|                     |     |                                          |                                            |
| 07.10.2010          | 05  | Pe Broadway!                             | Broadway, Baby!                            |
|                     |     |                                          |                                            |
| 14.10.2010          | 06  | Urmările I: Bridgette pe ape periculoase | Aftermath I: Bridgette Over Troubled Water |
|                     |     |                                          |                                            |
| 21.10.2010          | 07  | Revoluție                                | Slap Slap Revolution                       |
|                     |     |                                          |                                            |
| 28.10.2010          | 08  | Cursa amazoanelor                        | The Am-AH-zon Race                         |
|                     |     |                                          |                                            |
| 04.11.2010          | 09  | Dragoste la Luvru                        | Can't Help Falling in Louvre               |
|                     |     |                                          |                                            |
| 11.11.2010          | 10  | Oameni la apă                            | New Kids on the Rock                       |
|                     |     |                                          |                                            |
| 18.11.2010          | 11  | Jamaica cea fierbinte                    | Jamaica Me Sweat                           |
|                     |     |                                          |                                            |
| 25.11.2010          | 12  | Urmările II: Răzbunarea telethon-ului    | Aftermath II: Revenge of the Telethon      |
|                     |     |                                          |                                            |
| 02.12.2010          | 13  | Văd Londra...                            | I See London...                            |
|                     |     |                                          |                                            |
| 09.12.2010          | 14  | Grecia pe bucăți                         | Greece's Pieces                            |
|                     |     |                                          |                                            |
| 16.12.2010          | 15  | Dosarele Ex                              | The Ex-Files                               |
|                     |     |                                          |                                            |
| 23.12.2010          | 16  | Picnic pe întuneric                      | Picnic at Hanging Rock                     |
|                     |     |                                          |                                            |
| 30.12.2010          | 17  | Suedia cea rece                          | Sweden Sour                                |
|                     |     |                                          |                                            |
| 06.01.2011          | 18  | Urmările III: Urmările războiului        | Aftermath III: Aftermath Aftermayhem       |
|                     |     |                                          |                                            |
| 13.01.2011          | 19  | Căscata Niagara                          | Niagara Brawls                             |
|                     |     |                                          |                                            |
| 20.01.2011          | 20  | Prefăcătorie în China                    | Chinese Fake Out                           |
|                     |     |                                          |                                            |
| 27.01.2011          | 21  | Safari în Africa                         | African Lying Safari                       |
|                     |     |                                          |                                            |
| 03.02.2011          | 22  | Râpa uite-o nu-i!                        | Rapa-Phooey!                               |
|                     |     |                                          |                                            |
| 10.02.2011          | 23  | Ohh, Drumheller!                         | Awww, Drumheller                           |
|                     |     |                                          |                                            |
| 17.02.2011          | 24  | Urmările IV: Stilul hawaiian             | Aftermath IV: Hawaiian Style               |
|                     |     |                                          |                                            |
| 24.02.2011          | 25  | Avioane, trenuri și vehicule cu aer cald | Planes, Trains, Hot Air Mobiles            |
|                     |     |                                          |                                            |
| 03.03.2011          | 26  | O lovitură Hawaiiană                     | Hawaiian Punch                             |
|                     |     |                                          |                                            |

## Cântece
| Cântec | Episod | Nume                        | Cântăreți                                                                  |
| ------ | ------ | --------------------------- | -------------------------------------------------------------------------- |
| 1      | 1      | "Hai Zburați Cu Noi"        | Toți                                                                       |
| 2      | 2      | "Iubiți-vă Mult"            | Toți                                                                       |
| 3      | 2      | "Hai Să Vâslim"             | Toți                                                                       |
| 4      | 3      | "Pân' S-o Mierlim"          | Toți                                                                       |
| 5      | 4      | "S-a Lipit De Un Stâlp"     | Bridgette, Courtney, Gwen, Heather, Cody și Sierra                         |
| 6      | 5      | "Cum Să Nu-ți Placă?"       | Courtney, Gwen, Heather, Leshawna, Lindsay, Owen și Sierra                 |
| 7      | 6      | "Scumpo"                    | Harold, Justin și Trent                                                    |
| 8      | 6      | "Regret"                    | Bridgette                                                                  |
| 9      | 7      | "Eine Kleine"               | Alejandro, Courtney, Gwen, Heather, Leshawna, Lindsay, Noah, Owen și Tyler |
| 10     | 8      | "Gypsy Rap"                 | Cody, Gwen, Heather și Sierra                                              |
| 11     | 9      | "Parisul Primăvara"         | Noah, Owen, Sierra și Cody                                                 |
| 12     | 10     | "Cântăm Pe Mare"            | Alejandro, Cody, Courtney, DJ, Gwen, Heather, Izzy, Owen, Sierra și Tyler  |
| 13     | 11     | "O Izzy"                    | Owen și Gwen                                                               |
| 14     | 12     | "Salvați-ne Drama Totală"   | Bridgette și Geoff                                                         |
| 15     | 12     | "Fetelor"                   | Leshawna                                                                   |
| 16     | 13     | "Îl Va Dezbrăca"            | Courtney, Noah, Gwen, Heather, Owen și Sierra                              |
| 17     | 14     | "Luptând Pentru Aur"        | Duncan și Gwen                                                             |
| 18     | 15     | "Hoața De Iubiți"           | Heather și Courtney                                                        |
| 19     | 16     | "Astăzi Tundem Oi"          | Heather, Courtney și Gwen                                                  |
| 20     | 17     | "Am Sculptat-o Pe Gwen"     | Alejandro, Courtney, Duncan, Heather, Owen și Sierra                       |
| 21     | 18     | "Nici N-o Cheamă Blaineley" | Geoff                                                                      |
| 22     | 19     | "Blainicioasă"              | Blaineley, Chris, Courtney, Duncan, Heather și Owen                        |
| 23     | 20     | "Lecția De Chineză"         | Alejandro, Blaineley, Chris, Cody, Duncan, Heather și Sierra               |
| 24     | 21     | "Hai Sus"                   | Alejandro, Duncan, Heather și Sierra                                       |
| 25     | 22     | "Condor"                    | Alejandro, Cody, Heather și Sierra                                         |
| 26     | 23     | "Așa Se Sfârșește!"         | Alejandro și Heather                                                       |
| 27     | 24     | "Cu Cine Votezi?"           | Bridgette, Courtney, Geoff și Harold                                       |
| 28     | 24     | "Astăzi Eu Câștig"          | Courtney, Harold și Owen                                                   |
| 29     | 25     | "Voi Câștiga"               | Alejandro, Cody, Heather și Sierra                                         |
| 30     | 26     | "Versus"                    | Alejandro, Courtney, Heather și Harold                                     |